# بد ۲۵ (فیلم)
بَد ۲۵ (به انگلیسی: Bad 25) یک فیلم مستند ساختهٔ سال ۲۰۱۲ است که به مناسبت ۲۵مین سالگرد انتشار آلبوم بَـد (۱۹۸۷) اثر مایکل جکسون منتشر شد. این مستند توسط اسپایک لی تولید و کارگردانی شده است. اسپایک لی قبلاً نیز سابقهٔ همکاری با جکسون را داشته است. او کارگردانی نماهنگ «اهمیتی به ما نمی‌دهند» در سال ۱۹۹۵ و همچنین «این آخرش است» را پس از مرگ جکسون داشته است.
این فیلم ابتدا در شصت و نهمین جشنواره فیلم ونیز در اوت سال ۲۰۱۲ نمایش داده شد و برای مدت کوتاهی نیز در تئاترهای نیویورک و لس‌آنجلس در ۱۹ اکتبر سال ۲۰۱۲ نشان داده شد. فیلم کامل‌تر در شبکه وکس آلمان در ۲۰ اکتبر سال ۲۰۱۲ نمایش داده شد. نسخهٔ ۹۰ دقیقه‌ای این فیلم، پس از ویرایش، برای ۶۴ دقیقه بدون تبلیغات برای اولین بار در شمال آمریکا در شبکهٔ «ای‌بی‌سی» در ۲۲ نوامبر ۲۰۱۲ پخش شد. این فیلم در فوریه سال ۲۰۱۳ در شبکه‌های خانگی نیز منتشر شد.

## محتوا
فیلم شامل پشت صحنه‌ها و فیلم‌هایی از ضبط هفتمین آلبوم استودیویی جکسون به نام بـَد می‌باشد. همچنین کسانی که در طول تور جهانی بد (۱۹۸۷ - ۱۹۸۹) با جکسون کار کرده‌اند در این فیلم راجع به تهیهٔ آلبوم و تور، تمرینات یا افتتاح بعضی از تک‌آهنگ‌ها و همچنین نماهنگ‌های آلبوم بد از جمله شریل کرو که شریک خوانندگی ترانه «نمی‌تونم دوستت نداشته باشم» در تور جهانی بد با جکسون بود، سیداه گرت خواننده دو نفره اصلی، راجع به تجربه‌اش از کار با جکسون و بسیاری دیگر صحبت می‌کند. هم‌چنین مصاحبه‌هایی با هنرمندان و سرگرم کنندگان تأثیرگذار نیز در این فیلم موجود است.

## مصاحبه شوندگان
نام برخی از اشخاصی که در این مستند با آن‌ها مصاحبه شده‌است:
- جاستین بیبر
- کریس براون
- ماریا کری
- شریل کرو
- آشر
- تلما شونمیکر
- مارتین اسکورسیزی
- تاتیانا تامبزن
- کانیه وست
- استیوی واندر
- والتر یت‌نیکاف